# Инцидент на ринге с Эрихом Клаусом

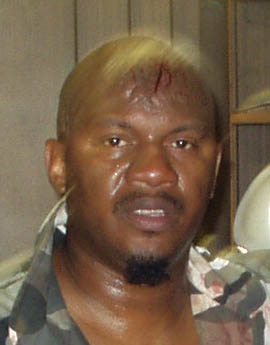
Нью Джек

23 ноября 1996 года в бальном зале Wonderland в Ревире, штат Массачусетс, где проходило хаус шоу профессионального реслинга от промоушена Extreme Championship Wrestling (ECW), произошёл инцидент с рестлером по прозвищу Масс Транзит (англ. Mass Transit).
Начинающий профессиональный рестлер, 17-летний Эрих Кулас, который звал себя на ринге «Масс Транзит», был серьёзно ранен в командном матче против Ганстеров (англ. The Gangstas;); когда Джером «Нью Джек» Янг нанёс Куласу слишком глубокий порез, в результате чего, у него разорвались две артерии на лбу. Позже возникали дальнейшие споры, по поводу того, что Кулас солгал владельцу ECW и букеру Полу Хейману о своём возрасте и профессиональной подготовке по рестлингу.
Инцидент привёл к временной отмене инаугурационной программы ECW pay-per-view, Barely Legal, и судебному иску против Янга. Однако из-за обмана Куласа справедливость была восстановлена, и судебное разбирательство закончилось в пользу Янга.

## Матч
Эксл Роттен должен был выступать в командном матче с Ди-Вон Дадли против Гангстеров (Нью Джек и Мустафа Саед), но не смог из-за семейных обстоятельств. На шоу также планировалось показать рестлеров-карликов Тайни Ужасного и Халфа Нельсона против 17-летнего Эриха Куласа, который выступал в образе водителя автобуса в стиле Ральфа Крамдена. Кулас убедил владельца ECW и букера Пола Хеймана заменить Роттена, заявив, что ему 21 год и он обучался у Киллера Ковальски, звёздный рестлер который на пенсии, руководивший известной школой рестлинга в районе Бостона. Позже Хейман сказал, что не знал возраста Куласа.
Перед матчем Кулас попросил Нью Джека нанести ему удар ножом, так как он никогда не делал этого сам, и Нью Джек согласился. Во время матча Дадли и Нью Джек дрались за пределами ринга, в то время как Саид и Транзит дрались внутри ринга. Матч был запланирован как сквош, и Дадли быстро изолировали за пределами ринга, а гангстеры велели ему не возвращаться. Затем гангстеры объединились с Куласом на ринге, а Нью Джек избил его костылями, тостерами и различными другими предметами в стиле хардкора, которым был известен ECW. В конце матча Нью Джек ударил Куласа хирургическим скальпелем, как они и договорились, но порезал слишком глубоко и перерезал две артерии на лбу Куласа. Когда кровь хлынула из его головы, он закричал от боли, а затем потерял сознание.
Данное мероприятие являлось хаус шоу и, следовательно, не транслировалось по телевидению, но фанатские видеокамеры засняли кадры, которые в конечном итоге были использованы в качестве доказательств в судебном разбирательстве. На видео было видно, как Нью Джек тихо спрашивает Куласа после удара клинком: «С тобой все в порядке?» Затем гангстеры принялись ещё сильнее обрабатывать Куласа ударами локтей и различными предметами, что побудило отца Куласа закричать: «Позвони в грёбаный колокол. Ему 17 лет!» Когда медики бросились на ринг, чтобы помочь Куласу, Нью Джек схватил микрофон и, пытаясь привлечь внимание толпы, крикнул:

«Мне все равно, умрет ли этот ублюдок! Он белый. Мне не нравятся белые люди. Мне не нравятся люди из Бостона. Я не тот ниггер, с которым стоит связываться»."
Оригинальный текст (англ.)"I don't care if the motherfucker dies! He's white. I don't like white people. I don't like people from Boston. I'm the wrong nigga to fuck with."

По словам Нью Джека в интервью RF Video, он сказал Куласу: «Это не очень хорошая идея» перед матчем.

## Последствия

### Отмена Pay-per-view
Инцидент привёл к отмене первого в истории шоу Pay-per-view от ECW , Barely Legal, провайдером которого был телеканал Request TV[1] в канун Рождества 1996 года. Хейман, по его собственному признанию в документальном фильме Взлёт и Падения ECW (англ. The Rise and Fall of ECW.),сказал следующее: «умолял и умолял» с просьбой, убедив компанию в том, что их ввели в заблуждение. PPV шоу было возвращено в расписание в воскресенье, 13 апреля 1997 года, в 21:00 .

### Интервью Inside Edition
Кулас и его семья позже дали интервью изданию Inside, в котором были показаны кадры инцидента, в том числе Нью Джек, который резал его и ругал после матча. Сегмент изображал Куласа как невинную, неподготовленную жертву, в то же время понося ECW, даже доходя до того, что показывал, что Хейман не просил никакой государственной идентификации. История была завершена до того, как Куласы подали в суд, поэтому ключевые детали того, как Кулас на самом деле попал в матч, на тот момент не были обнародованы.

### Судебный иск
Спустя три года после инцидента Джека его судили по обвинению в нападении и нанесении побоев с применением опасного оружия, а позже семья Кулас подала в суд. Выслушав просьбу Куласа о сокращении, присяжные оправдали его и позже он был признан невиновным в гражданском суде. Рестлеры засвидетельствовали, что Кулас был чрезвычайно высокомерен и требователен за кулисами перед матчем, и, когда ему сказали, что ему придётся пустить кровь в рамках матча, Кулас попросил Янга ударить его ножом, поскольку он никогда этого не делал. Суд также слышал, как его отец кричал: «Ему всего 17!» и «Полегче с ним, он всего лишь ребёнок!», когда они изолировали его сына от Ди-вон Дадли во время матча и объединили его в двойную команду.
В книге «Взлёт и падение ECW» также говорится, что, когда бригада медиков выносила Куласа, при сопровождении Томми Дримера, который держал его за руку, дабы успокоить. Проходя мимо зрителей, Кулас начал показывать им пальцы в попытке продолжить «разыгрывать плохого парня».
Позже власти установили, что Кулас солгал Хейману о своём возрасте и опыте; Кулас утверждал, что ему 21 год, но на самом деле ему было 17 лет. Он также утверждал, что был обучен Киллером Ковальски, и его отец поручился за него, но Кулас никогда не был обучен реслингу. В документальном фильме The Rise and Fall of ECW, Пол Хейман говорит, что сомнительные заслуги Куласа как ученика Киллера Ковальски были одобрены Крошкой Ужасным.

## Дальнейшие события
Эрих Кулас умер 12 мая 2002 года в возрасте 22 лет из-за осложнений после операции по шунтированию желудка.
Этот инцидент был показан в эпизоде «Тёмная сторона ринга» 2020 года, посвящённом Нью Джеку. Семья Куласа отказалась участвовать в этом эпизоде.
Вплоть до своей смерти в мае 2021 года Нью Джек не выражал раскаяния в случившемся; в своём последнем твите он повторил, что Кулас попросил сократить его.